# Tanagraszanger
De tanagraszanger (Cisticola restrictus) is een mogelijk uitgestorven zangvogel uit de familie Cisticolidae.

## Verspreiding en leefgebied
Deze soort is endemisch in Kenia in het stroomgebied van de rivier de Tana.

## Status
Er is weinig over deze vogel bekend die sinds 1972 niet meer is waargenomen. Op de Rode lijst van de IUCN heeft deze soort de status onzeker.